# Tara Lynn
Tara Lynn (ur. 1982) – amerykańska modelka.